# Andy Buckley
Andy Buckley, född 13 februari 1965 i Salem, Massachusetts, är en amerikansk skådespelare.
Buckley har bland annat medverkat i TV-serierna The Office (2006-2013), Odd Mom Out (2015-2017) och FUBAR från 2023. Han har även medverkat i filmen Alvin och gänget 3 från 2011.

## Filmografi (i urval)
- 2006-2013: The Office
- 2011: Alvin och gänget 3
- 2015-2017: Odd Mom Out
- 2023: FUBAR